# 河戸帆待川駅
河戸帆待川駅（こうどほまちがわえき）は、広島県広島市安佐北区亀山二丁目にある西日本旅客鉄道（JR西日本）可部線の駅。駅番号はJR-B15。

## 概要
可部線の延伸区間で唯一の中間駅である。旧・可部線廃線区間を活用したものであるが、廃線前は無かった。延伸計画を進めて行く中で、可部駅 - あき亀山駅の中間に位置しており、直線区間で廃線敷地内にホームを設置可能な場所に当駅が設置されることとなった。一度廃線になった可部線の可部 - 三段峡間の一部があき亀山駅まで電化復活となった経緯は可部線及び河戸駅を参照。
正式駅名が決定する前の仮称は「新可部駅」（しんかべえき）であった。

## 歴史
- 2014年（平成26年）
  - 2月25日：新可部駅を含む延伸区間の鉄道事業が許可[3]。
  - 12月19日：広島市による駅建設用地取得手続き遅れに伴い、開業が2017年春に1年延期が決定[4]。
- 2015年（平成27年）2月6日：延伸区間の駅舎設計がほぼ終了したため、新駅イメージパースを発表[広報 5]。
- 2016年（平成28年）
  - 7月8日：JR西日本が正式駅名を「河戸帆待川駅」に決定[広報 6]。
  - 12月23日：可部線延伸区間の試運転を開始[5]。
- 2017年（平成29年）3月4日：可部線可部駅 - あき亀山駅間延伸時に中間駅として開設[広報 2]。

## 駅構造
単式ホーム1面1線を有する地上駅。
無人駅。自動券売機及び簡易自動改札機が設置されており、ICOCA（相互利用可能ICカードはICOCAの項を参照）が利用可能。JR特定都区市内制度における「広島市内」の駅である。
改札とホーム間には緩やかなスロープがあり、バリアフリー対応となっている。改札外に車椅子対応トイレが設置されている。

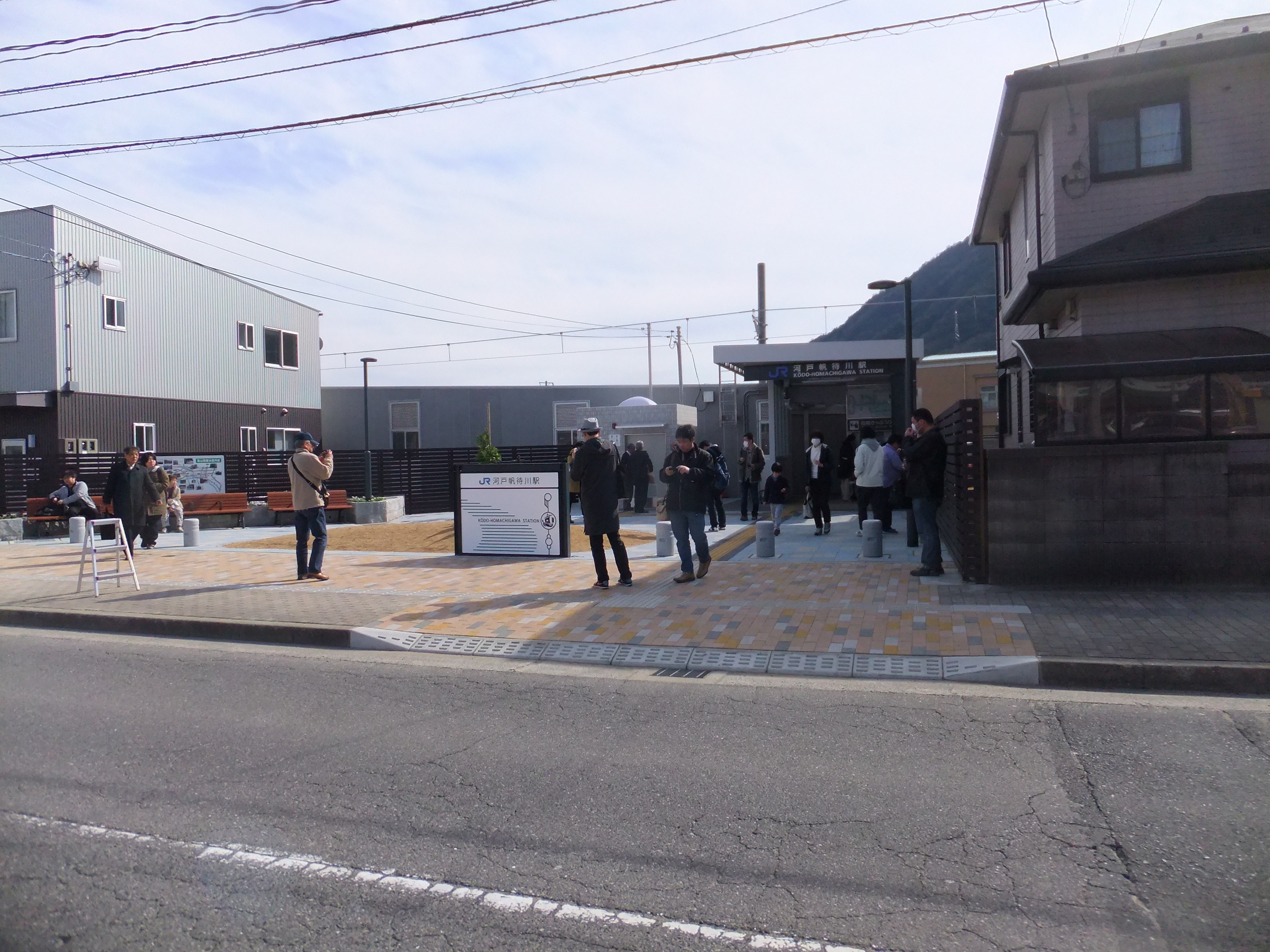
駅全景（2017年3月）
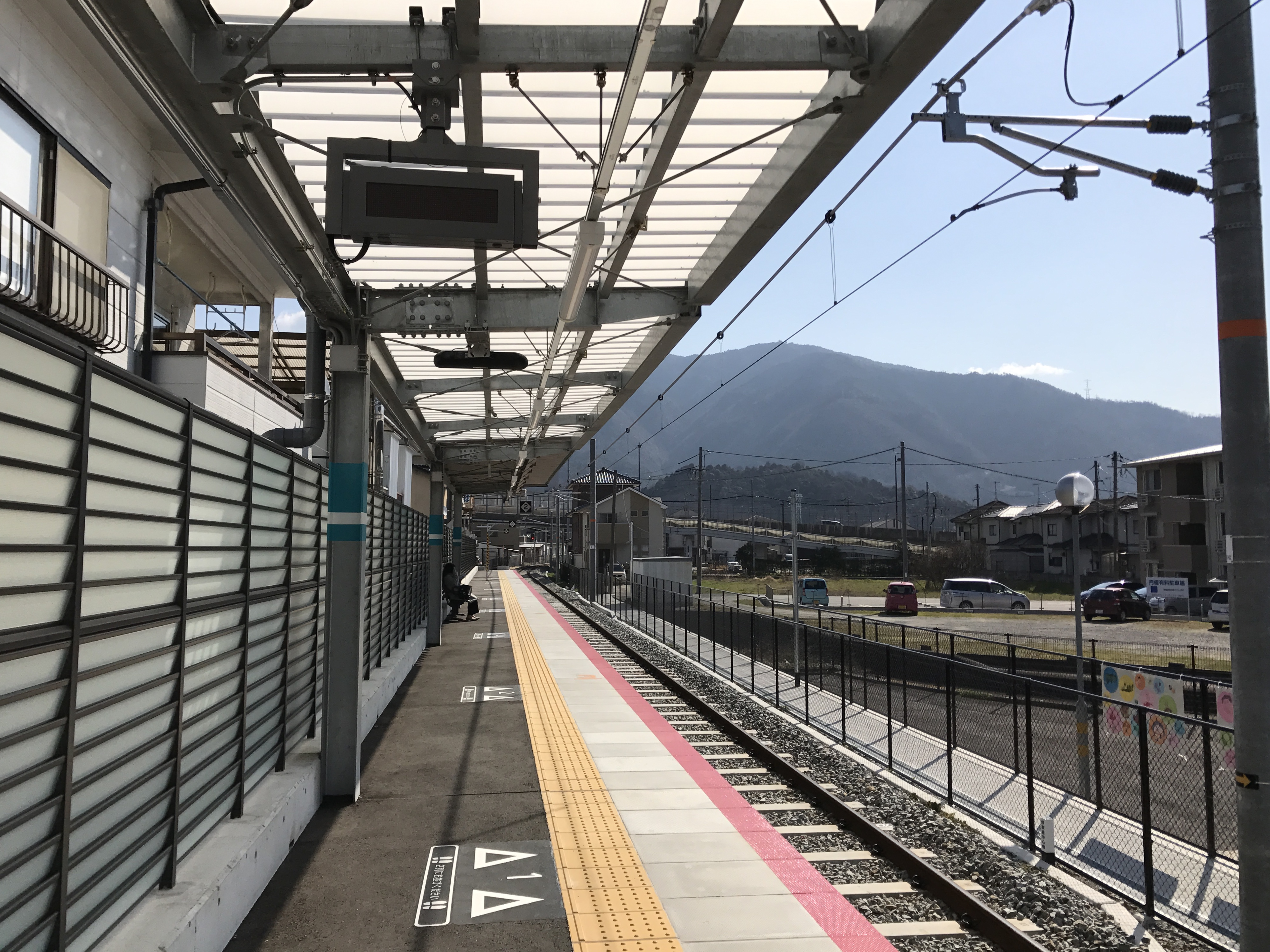
駅ホーム（2017年3月）
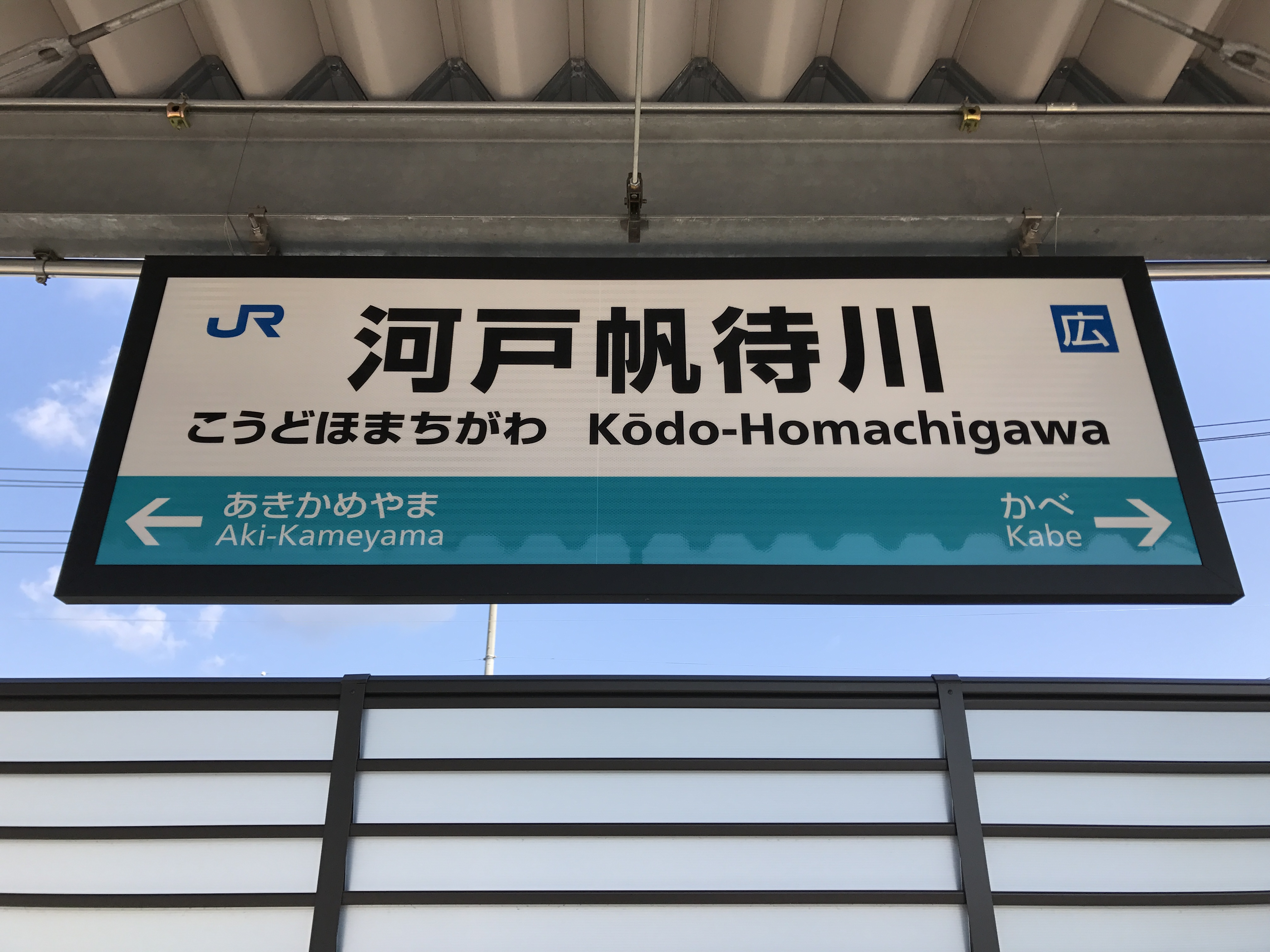
駅名標（2017年3月）
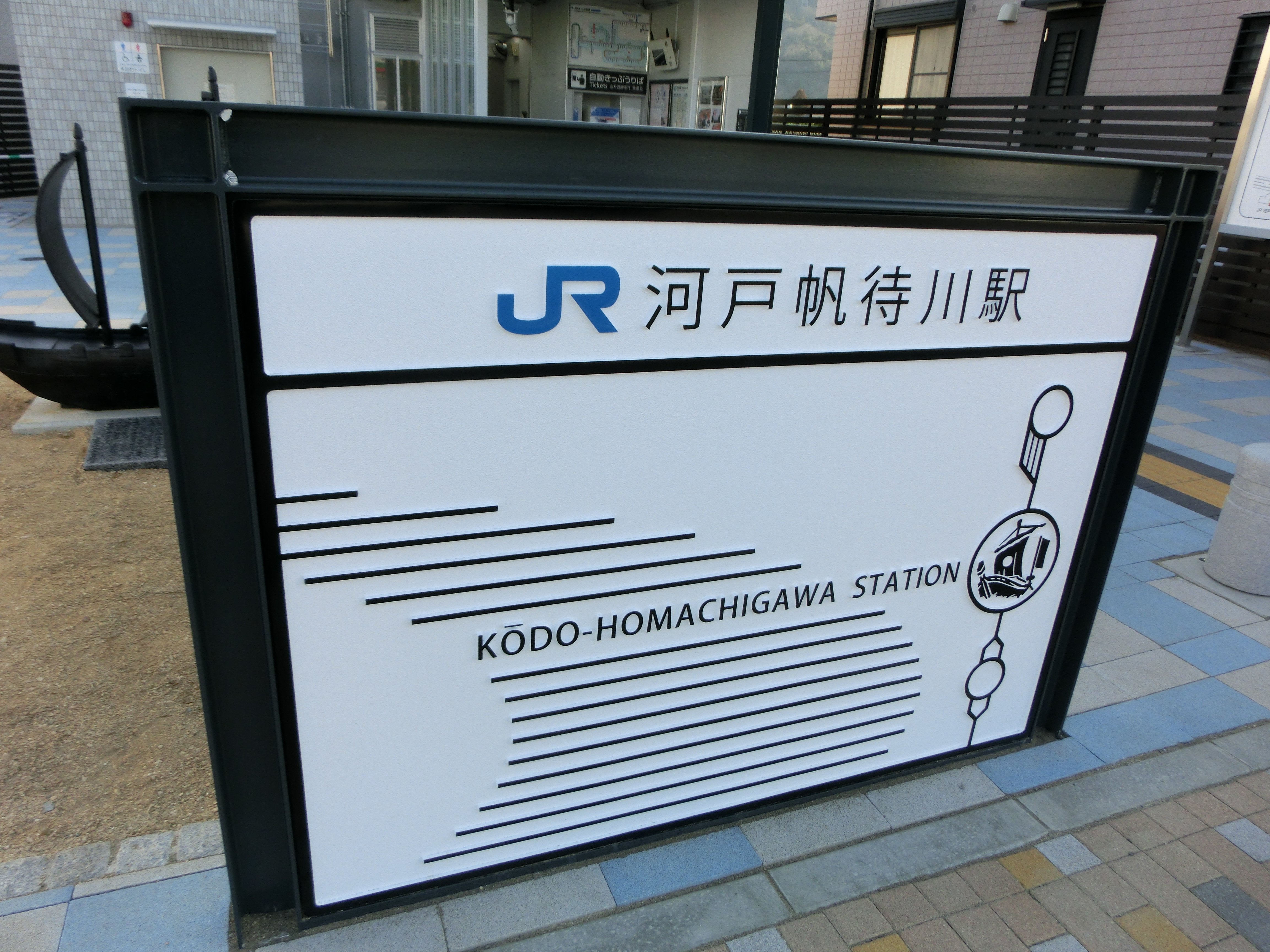
駅名板（2017年3月）
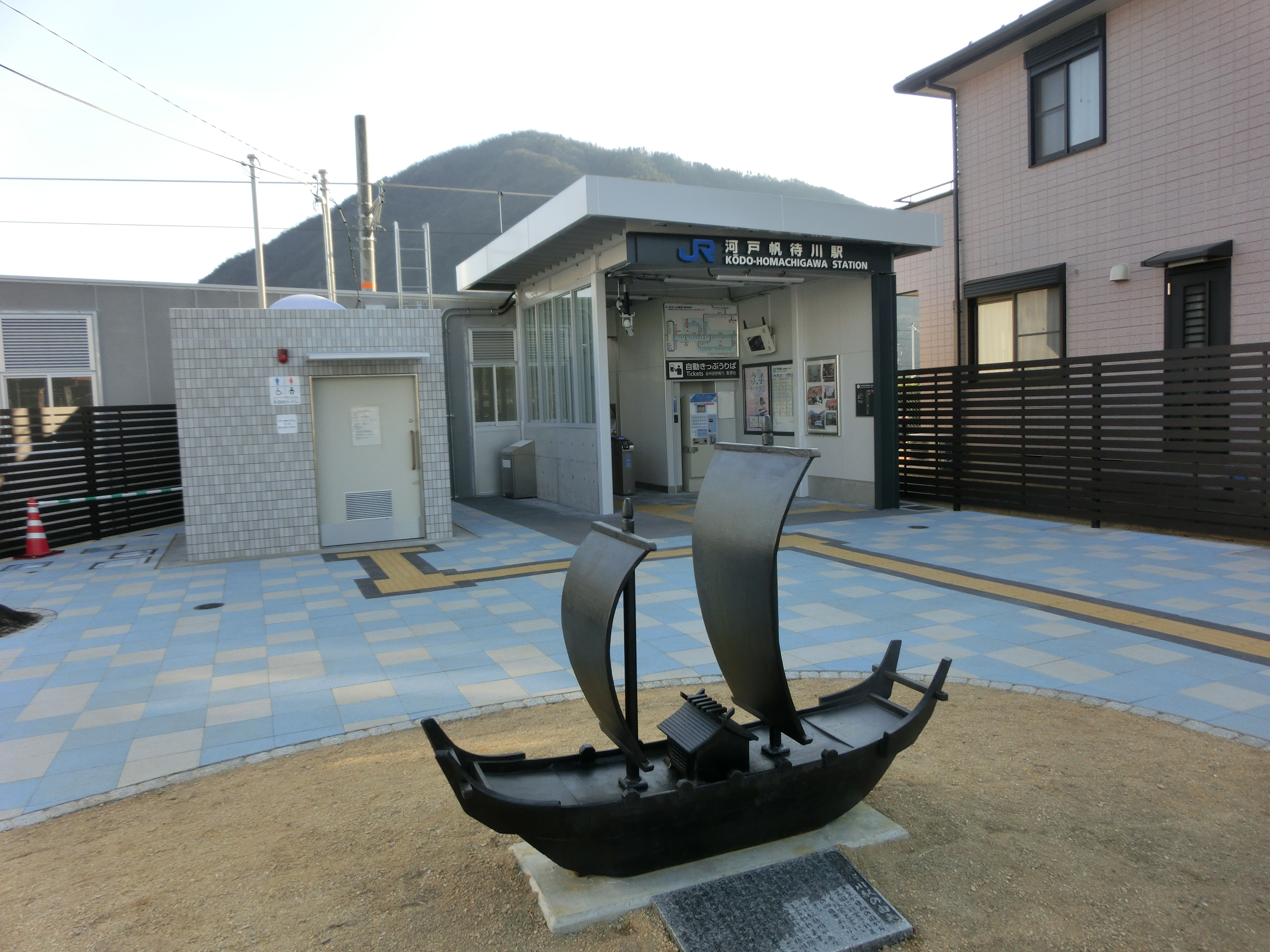
可部鋳物モニュメント（2017年3月）

## 利用状況
- 以下の情報は特記の無い限り、広島市統計書に基づいたデータである。なお、2016年度の実営業日数は28日である。

| 年度                | 1日平均 乗車人員 |
| ------------------- | ---------------- |
| 2016年（平成28年）  | 355              |
| 2017年（平成29年）  | 989              |
| 2018年（平成30年）  | 1,170            |
| 2019年（令和 元年） | 1,226            |
| 2020年（令和02年）  | 1,048            |
| 2021年（令和03年）  | 978              |
| 2022年（令和04年）  | 1,031            |

## 駅周辺
- 安佐北区役所
- 安佐北警察署
- 広島北税務署
- 可部簡易裁判所
- 可部区検察庁
- 可部四日市簡易郵便局
- 広島市立可部小学校
- 可部ひかり保育園
- 創価学会安佐北文化会館
- DCMダイキ可部店
- エブリイ可部店
- サンリブ可部
- ラ・ムー 可部店
- マルナカ 可部店
- 国道54号可部バイパス
- 広島県道267号宇津可部線
- 帆待川[10]（駅名の由来となった川で、ホーム下を流れる小さな川）
- 「河戸帆待川駅」停留所 - 駅から広島県道267号線を西へ約100メートル。運行路線は「バス路線」を参照。

## バス路線
駅には乗り入れないが、駅前道路となる広島県道267号宇津可部線沿いに「河戸帆待川駅」という停留所があり、広島交通・広交観光・備北交通の下記路線が経由する。
河戸帆待川駅 バス停（東行き 可部中央方面）
- 可部循環線（広島交通） - 可部上市・安佐北区民文化センター入口・大毛寺薬師堂前方面 平日20便・土休日16便
- 南原線（広島交通） - 可部上市・南原・南原研修センター方面 平日のみ
- 可部・高陽団地線（広島交通） - 可部上市・桐陽台方面 / 可部駅前・高陽C団地・高陽A団地・高陽車庫方面 平日のみ
- 桐原・上原線（広島交通） - 可部上市・桐原方面 / 可部駅前・上原方面 平日のみ
- 宇津・可部線（広島交通） - 可部駅前・上原方面
- 今吉田線（広島交通） - 可部駅前行き 平日のみ
- 緑井・高陽・北部医療センター線（広島交通） 可部高校入口・安佐北区スポーツセンター入口・地区センター方面 平日のみ
- 井原線 上井原-北部医療センター系統（広交観光） - 可部高校入口・安佐北区スポーツセンター・地区センター・中深川方面 平日のみ
- 高田南部線（備北交通） - 可部上市・井原市駅前・新宮・安芸高田市役所・吉田出張所方面 日曜・祝日は運休

河戸帆待川駅 バス停（西行き 北部医療センター方面）
- 宇津・可部線（広島交通） - 北部医療センター・柳瀬・今井田・宇津・安佐営業所方面
- 今吉田線（広島交通） - 北部医療センター・安佐営業所・小浜・野外センター入口・今吉田公民館方面 平日のみ
- 緑井・高陽・北部医療センター線、可部・高陽団地線、南原線、桐原・上原線（広島交通） - 北部医療センター行き 平日のみ
- 井原線 上井原-北部医療センター系統（広交観光） - 北部医療センター行き 平日のみ
- 高田南部線（備北交通） - 北部医療センター行き 日曜・祝日は運休

## 隣の駅
西日本旅客鉄道（JR西日本）
 可部線
可部駅 (JR-B14) - 河戸帆待川駅 (JR-B15) - あき亀山駅 (JR-B16)

#### 広報資料・プレスリリース等1次資料
1. ↑  『JR可部線の電化延伸について』（プレスリリース）西日本旅客鉄道、2013年2月4日。
2. 1 2  『平成29年春のダイヤ改正について』（PDF）（プレスリリース）西日本旅客鉄道広島支社、2016年12月16日。2016年12月19日閲覧。
3. ↑  “JR可部線の延伸（中間駅の位置）”.   平野博昭 (2013年11月15日). 2014年2月25日閲覧。
4. ↑  “西日本旅客鉄道（株）申請の第一種鉄道事業許可について（概要）” (PDF).  国土交通省 (2014年2月25日). 2014年2月25日閲覧。
5. ↑  『可部線電化延伸区間の新駅について』（プレスリリース）西日本旅客鉄道、2015年2月6日。
6. ↑  可部線および山陽線新駅の駅名決定について 西日本旅客鉄道 ニュースリリース 2016年7月8日